# Cochemiea guelzowiana
Cochemiea guelzowiana ist eine Pflanzenart aus der Gattung Cochemiea in der Familie der Kakteengewächse (Cactaceae). Das Artepitheton guelzowiana ehrt den deutschen Kakteensammler Robert Gülzow aus Berlin.

## Beschreibung
Cochemiea guelzowiana wächst anfangs einzeln und bildet später Gruppen. Die kugelförmigen Triebe haben einen eingesenkten Scheitel. Sie erreichen Wuchshöhen von bis 7 Zentimetern und Durchmesser von 4 bis 10 Zentimeter. Die weichfleischigen Warzen sind konisch bis zylindrisch. Sie enthalten keinen Milchsaft. Die Axillen sind kahl. Die 1 bis 6 schlanken, nadeligen, rötlich braunen bis gelblichen Mitteldornen sind 8 bis 25 Millimeter lang. Einer von ihnen ist gehakt. Die haarartigen weißen 60 bis 80 Randdornen sind verdreht und bis 15 Millimeter lang.
Die glocken- bis trichterförmigen Blüten sind mehr oder weniger leuchtend purpurrot, bis 4 Zentimeter lang und erreichen Durchmesser von 7 Zentimetern. Die fast kugelförmigen hellroten oder gelblich weißen Früchte werden bis 8 Millimeter lang.

## Verbreitung, Systematik und Gefährdung
Cochemiea guelzowiana ist im mexikanischen Bundesstaat Durango verbreitet.
Die Erstbeschreibung als Mammillaria guelzowiana erfolgte 1928 durch Erich Werdermann. Peter B. Breslin und Lucas C. Majure stellten die Art 2021 in die Gattung Cochemiea. Weitere nomenklatorische Synonyme sind Krainzia guelzowiana (Werderm.) Backeb. (1951), Phellosperma guelzowiana (Werderm.) Buxb. (1951) und Bartschella guelzowiana (Werderm.) Doweld (2000).
Die Art wurde in der Roten Liste gefährdeter Arten der IUCN von 2002 als „Critically Endangered (CR)“, d. h. vom Aussterben bedroht, eingestuft. Im Jahr 2013 wird sie als „Least Concern (LC)“, d. h. als nicht gefährdet geführt.

## Nachweise